# Liste des chefs d'État de Maurice
Cet article présente la liste des chefs d'État de Maurice depuis l'indépendance du pays en 1968.

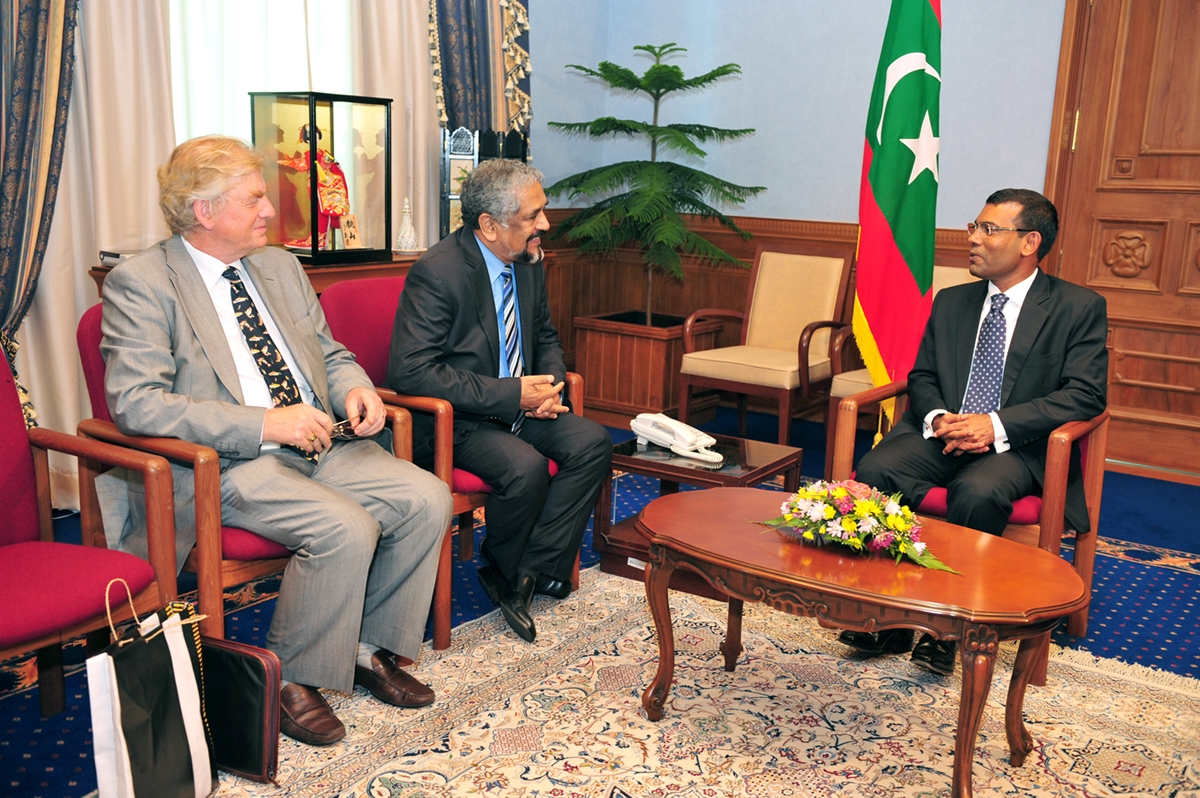
L'ancien président de l'île Maurice Cassam Uteem (au centre) en visite de courtoisie au président des Maldives Mohamed Nasheed (à droite).

De 1968 à 1992, le chef de l'État — en vertu de la loi sur l'indépendance de Maurice de 1968 — est la reine de Maurice, Élisabeth II, qui est également reine du Royaume-Uni et des autres royaumes du Commonwealth. La reine est alors représentée dans le pays par un gouverneur général, parfois considéré comme le chef d'État de facto. Lorsque Maurice devient une république au sein du Commonwealth à la suite des amendements constitutionnels de 1991, le monarque et le gouverneur général sont remplacés par un président élu au scrutin indirect.

## Royaume (1968-1992)

### Reine
L'ordre de succession au trône était le même que l'ordre de succession au trône britannique.
| No | Portrait     | Titulaire (Naissance-mort) | Règne        | Règne        | Règne  | Dynastie | Premiers ministres                             |
| No | Portrait     | Titulaire (Naissance-mort) | Début        | Fin          | Durée  | Dynastie | Premiers ministres                             |
| -- | ------------ | -------------------------- | ------------ | ------------ | ------ | -------- | ---------------------------------------------- |
| 1  | Élisabeth II | Élisabeth II (1926-2022)   | 12 mars 1968 | 12 mars 1992 | 24 ans | Windsor  | Sir Seewoosagur Ramgoolam Sir Anerood Jugnauth |

### Gouverneur général
Le gouverneur général est le représentant du monarque de Maurice et exerce la plupart des pouvoirs du souverain. Le gouverneur général est nommé pour un mandat indéfini, servant à la discrétion du monarque. Après le passage au Statut de Westminster de 1931, le gouverneur général doit toujours être nommé uniquement sur l'avis du Cabinet de Maurice sans la participation du gouvernement britannique. En cas de vacance, le juge en chef sert d'officier administrant le gouvernement.

## République (depuis 1992)
En vertu de la Constitution de Maurice telle qu'amendée en 1991, le président de la république de Maurice remplace le monarque à la tête de l'État. Le président est élu par l'Assemblée nationale pour un mandat de cinq ans renouvelable. En cas de vacance, ses fonctions sont exercées par le vice-président en tant que président par intérim.
| No | Portrait                | Titulaire (Naissance-mort)            | Élection  | Mandat           | Mandat           | Mandat                    | Parti politique | Parti politique | Premiers ministres                    |
| No | Portrait                | Titulaire (Naissance-mort)            | Élection  | Début            | Fin              | Durée                     | Parti politique | Parti politique | Premiers ministres                    |
| -- | ----------------------- | ------------------------------------- | --------- | ---------------- | ---------------- | ------------------------- | --------------- | --------------- | ------------------------------------- |
| 1  | Veerasamy Ringadoo      | Sir Veerasamy Ringadoo (1920-2000)    | 1992      | 12 mars 1992     | 30 juin 1992     | 3 mois et 18 jours        |                 | PTr             | Sir Anerood Jugnauth                  |
| 2  | Cassam Uteem            | Cassam Uteem (né en 1941)             | 1992 1997 | 30 juin 1992     | 15 février 2002  | 9 ans, 7 mois et 16 jours |                 | MMM             | Sir Anerood Jugnauth Navin Ramgoolam  |
| –  | Angidi Chettiar         | Angidi Chettiar (1928-2010)           | intérim   | 15 février 2002  | 18 février 2002  | 3 jours                   |                 | PTr             | Sir Anerood Jugnauth                  |
| –  | Ariranga Pillay         | Ariranga Pillay (en) (né en 1945)     | intérim   | 18 février 2002  | 25 février 2002  | 7 jours                   |                 | Indépendant     | Sir Anerood Jugnauth                  |
| 3  | Karl Offmann            | Karl Offmann (1940-2022)              | 2002      | 25 février 2002  | 1er octobre 2003 | 1 an, 7 mois et 6 jours   |                 | MSM             | Sir Anerood Jugnauth                  |
| 4  | Sir Anerood Jugnauth    | Sir Anerood Jugnauth (1930-2021)      | 2003 2008 | 7 octobre 2003   | 31 mars 2012     | 8 ans, 5 mois et 24 jours |                 | MSM             | Paul Bérenger Navin Ramgoolam         |
| –  | Monique Ohsan Bellepeau | Monique Ohsan Bellepeau (née en 1942) | intérim   | 31 mars 2012     | 21 juillet 2012  | 3 mois et 20 jours        |                 | PTr             | Sir Anerood Jugnauth                  |
| 5  | Kailash Purryag         | Kailash Purryag (1947-2025)           | 2012      | 21 juillet 2012  | 29 mai 2015      | 2 ans, 10 mois et 8 jours |                 | PTr             | Sir Anerood Jugnauth                  |
| –  | Monique Ohsan Bellepeau | Monique Ohsan Bellepeau (née en 1942) | intérim   | 29 mai 2015      | 5 juin 2015      | 7 jours                   |                 | PTr             | Sir Anerood Jugnauth                  |
| 6  | Ameenah Gurib-Fakim     | Ameenah Gurib-Fakim (née en 1959)     | 2015      | 5 juin 2015      | 23 mars 2018     | 2 ans, 9 mois et 18 jours |                 | Indépendant     | Sir Anerood Jugnauth Pravind Jugnauth |
| –  | Barlen Vyapoory         | Barlen Vyapoory (né en 1945)          | intérim   | 23 mars 2018     | 26 novembre 2019 | 1 an, 8 mois et 3 jours   |                 | MSM             | Pravind Jugnauth                      |
| –  | Eddy Balancy            | Eddy Balancy (en) (né en 1953)        | intérim   | 26 novembre 2019 | 2 décembre 2019  | 6 jours                   |                 | Indépendant     | Pravind Jugnauth                      |
| 7  | Prithvirajsing Roopun   | Prithvirajsing Roopun (né en 1959)    | 2019      | 2 décembre 2019  | 6 décembre 2024  | 5 ans et 4 jours          |                 | Indépendant     | Pravind Jugnauth                      |
| 8  | Dharam Gokhool          | Dharam Gokhool (né en 1949)           | 2024      | 6 décembre 2024  | en cours         | 6 mois et 16 jours        |                 | PTr             | Navin Ramgoolam                       |